# Myospalax psilurus
Myospalax psilurus és una espècie de mamífer rosegador de la família dels espalàcids. Viu a la Xina, Mongòlia i Rússia. Es tracta d'un animal crepuscular que s'alimenta de les arrels i parts verdes dels cereals. Ocupa una gran varietat d'hàbitats, que van des de terres llaurables i valls fluvials fins a terres abandonades i prats de cereals o herbes, passant per estepes i boscos situats a dalt de turons. Es creu que no hi ha cap amenaça significativa per a la supervivència d'aquesta espècie, tot i que algunes poblacions estan afectades per l'expansió dels camps de conreu.